# Gouvernement de Gerlache
Royaume de Belgique
Gouvernement provisoire I Lebeau I
Le gouvernement de Gerlache est le gouvernement dirigé par Étienne de Gerlache qui a gouverné la Belgique pour une très courte période en 1831.
Ce gouvernement n'a tenu qu'un mois (du 26 février au 23 mars 1831), à cause des attaques des libéraux contre de Gerlache, qui, de guerre lasse, sera poussé à la démission. 

## Composition
| Poste                            | Titulaire | Titulaire                | Parti      |
| -------------------------------- | --------- | ------------------------ | ---------- |
| Premier ministre                 |           | Étienne de Gerlache      | Catholique |
| Ministre des Finances            |           | Charles de Brouckère     | Libéral    |
| Ministre de la Justice           |           | Alexandre Gendebien      | Libéral    |
| Ministre de la Guerre            |           | Albert Goblet d'Alviella | Libéral    |
| Ministre des Affaires étrangères |           | Sylvain Van de Weyer     | Libéral    |
| Ministre de l'Intérieur          |           | Jean-François Tielemans  | Libéral    |